# Kollel

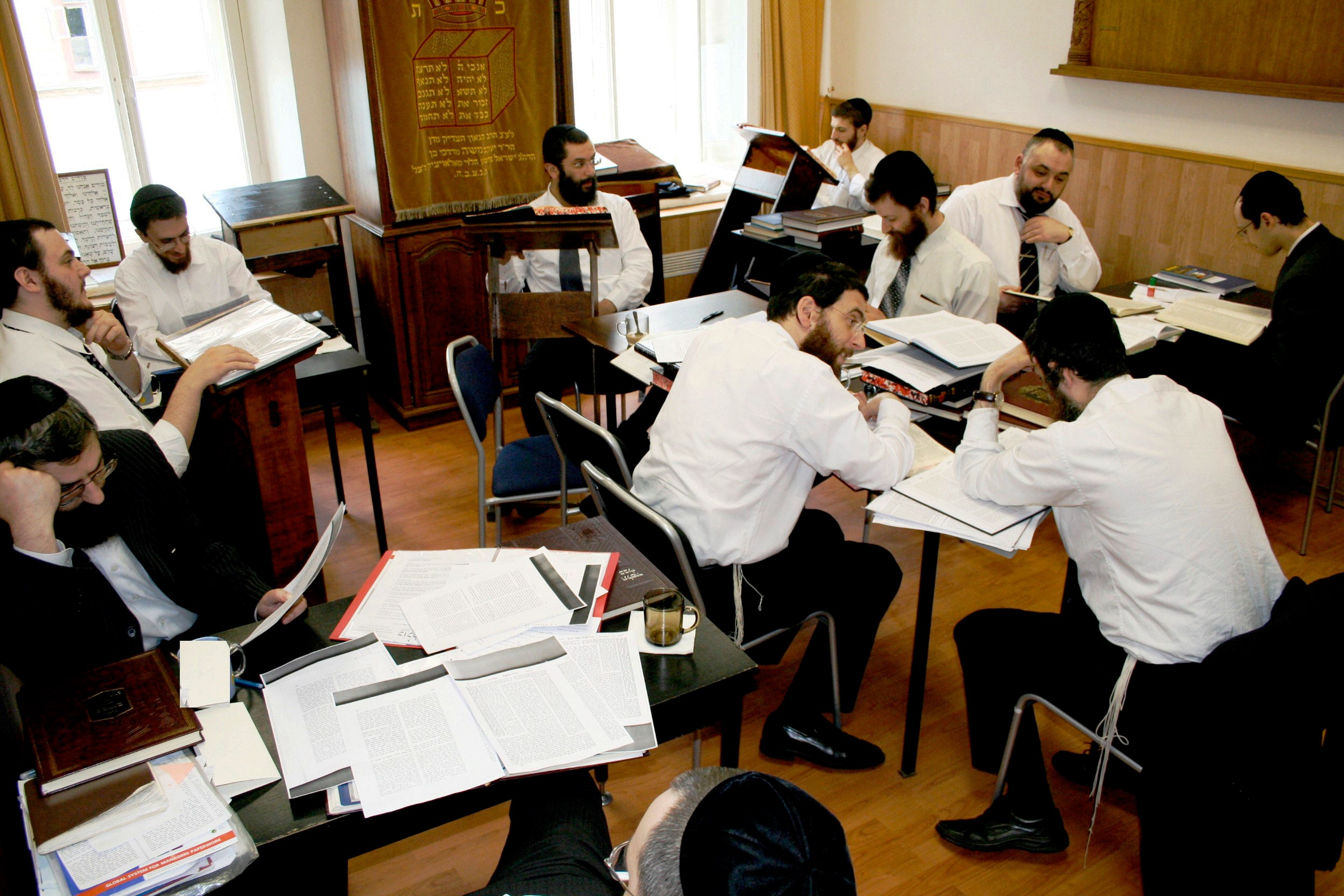
Kollel Birkat Yitzchak in Moskou.

Een kollel (meervoud: kollelim) is een orthodox joods leerinstituut voor getrouwde (jonge) mannen. Vaak vervult een enkel instituut de functie van kollel en jesjiva, onder de naam yeshiva.
Een student in een kollel heet een avreich (meervoud: avreichim). Een ongetrouwde leerling van een yeshiva heet een bochur (meervoud: bochurim).
Avreichim krijgen een (overigens niet al te groot) salaris van de jesjiva of kollel. Het geld hiervoor komt veelal van rijke donoren die de jesjiva of kollel hiervoor geld schenken.
In Amsterdam is in de synagoge aan de Lekstraat het Kollel Chacham Tzvi gevestigd, waar voornamelijk buitenlandse getrouwde jongemannen leren.
In steden zoals New York, Londen, Antwerpen, Bnei Brak en Jeruzalem zijn vele honderden kollelim te vinden.